# Solen brevissimus
Solen brevissimus is een tweekleppigensoort uit de familie van de Solenidae. De wetenschappelijke naam van de soort is voor het eerst geldig gepubliceerd in 1865 door Martens.